# Germainia khasyana
Germainia khasyana är en gräsart som beskrevs av Eduard Hackel. Germainia khasyana ingår i släktet Germainia och familjen gräs. Inga underarter finns listade i Catalogue of Life.